# Rallye Korsika 1976
Die 20. Rallye Korsika war der 9. Lauf zur Rallye-Weltmeisterschaft 1976. Sie fand vom 6. bis zum 7. November in der Region von Ajaccio statt.

## Klassifikationen

### Endergebnis
| Rang | Fahrer                 | Co-Pilot              | Auto                     | Zeit (Std./Min./Sek.) | Rückstand Sieger (Std./Min./Sek.) Rückstand V (Std./Min./Sek.) |
| ---- | ---------------------- | --------------------- | ------------------------ | --------------------- | -------------------------------------------------------------- |
| 1    | Sandro Munari          | Silvio Maiga          | Lancia Stratos HF        | 08:23:55              | 0:00:00 00:00                                                  |
| 2    | Bernard Darniche       | Alain Mahé            | Lancia Stratos HF        | 08:24:12              | 0:00:17 00:17                                                  |
| 3    | Jean-Pierre Manzagol   | Jean-François Filippi | Alpine-Renault A310 V6   | 08:49:14              | 0:25:19 25:02                                                  |
| 4    | Jean Ragnotti          | Jacques Jaubert       | Alpine-Renault A310 V6   | 08:59:28              | 0:35:33 10:14                                                  |
| 5    | Jacques Alméras        | Christian Delferrier  | Porsche 911              | 09:19:10              | 0:55:15 19:42                                                  |
| 6    | Pierre-Louis Moreau    | Patrice Baron         | Alpine-Renault A110 1800 | 09:41:33              | 1:17:38 22:23                                                  |
| 7    | Daniel Rognoni         | Gilbert Dini          | Porsche 911              | 09:48:48              | 1:24:53 07:15                                                  |
| 8    | Jean-Charles Sévelinge | Joseph Sévelinge      | Opel Kadett GT/E         | 09:56:28              | 1:32:33 07:40                                                  |
| 9    | Henry Greder           | 'Celigny'             | Opel Kadett GT/E         | 10:06:28              | 1:42:33 10:00                                                  |
| 10   | Hannu Mikkola          | Jean Todt             | Peugeot 104 ZS           | 10:13:51              | 1:49:56 07:23                                                  |

Insgesamt wurden 11 von 88 gemeldeten Fahrzeuge klassiert:

### Herstellerwertung
| Pos. | Team    | Punkte |
| ---- | ------- | ------ |
| 1    | Lancia  | 102    |
| 2    | Opel    | 53     |
| 3    | Datsun  | 36     |
| 4    | Fiat    | 32     |
| 5    | Peugeot | 31     |

Die Fahrer-Weltmeisterschaft wurde erst ab 1979 ausgeschrieben.